# Ченцов, Роман Иванович
Рома́н Ива́нович Ченцо́в (род. 12 ноября 1980, Талицкий Чамлык, Липецкая область, РСФСР, СССР) — российский государственный деятель. Глава города Липецка с 27 июня 2024 года (и. о. 20—27 июня 2024).

## Биография
Роман Ченцов родился 12 ноября 1980 года в селе Талицкий Чамлык Добринского района Липецкой области. В 2002 году окончил очно Воронежский государственный аграрный университет имени К.Д. Глинки и заочно липецкий филиал РАНХиГС по специальности «Государственное и муниципальное управление».
Свою карьеру Роман Ченцов начал ветеринарным врачом Елецкого птицеперерабатывающего комбината. Затем работал в Липецкой районной станции по борьбе с болезнями животных, став в итоге её начальником. В 2018—2020 годах был заместителем начальника областного управления ветеринарии.
В 2020—2022 годах руководил Добринским районом, в 2022-2024 годах — Лебедянским районом. С 20 июня 2024 исполнял обязанности главы города Липецка. 27 июня 2024 года на сессии городского Совета избран депутатами главой города Липецка.
Ченцов женат, у него двое детей.

## Награды
- Благодарность Президента Российской Федерации (19 августа 2024) — за достигнутые трудовые успехи и многолетнюю добросовестную работу[4].